# Georgi Scheiko
Georgi Scheiko (russisch Георгий Шейко, engl. Transkription Georgiy Sheyko; * 24. August 1989 in Oral) ist ein kasachischer Geher.
Bei den Olympischen Spielen 2012 in London kam er im 20-km-Gehen auf den 35. Platz.
Über dieselbe Distanz belegte er bei den Leichtathletik-Weltmeisterschaften 2013 in Moskau den 36. Platz und wurde Sechster bei den Asienspielen 2014 in Incheon. 2015 kam er bei den Weltmeisterschaften in Peking auf den 30. Platz.

## Persönliche Bestzeiten
- 20 km Gehen: 1:21:44 h, 16. März 2014, Nomi
- 50 km Gehen: 4:13:58 h, 13. Mai 2012, Saransk